# Strobilanthes leucocephalus
Strobilanthes leucocephalus är en akantusväxtart som beskrevs av William Grant Craib. Strobilanthes leucocephalus ingår i släktet Strobilanthes och familjen akantusväxter. Inga underarter finns listade i Catalogue of Life.